# Кикинов, Георгий Васильевич
Георгий Васильевич Кикинов (1 марта 1923, Деревянное — 31 мая 1964, Москва) — советский поэт. Член Союза писателей СССР (1949).

## Биография
После окончания школы поступил на рабфак Петрозаводского учительского института, в 1941 г. эвакуирован в Марийскую АССР, откуда призван в армию.
Участник Великой Отечественной войны, был тяжело контужен в бою на Ржевском направлении Калининского фронта.
Окончил Петрозаводский учительский институт в 1948 г.
Работал учителем в школе Деревянного, журналистом газеты «Ленинская правда», редактором в Карельском научном центре Российской академии наук.
В 1963 г. поступил на Высшие учительские курсы при Московском учительском институте имени Горького, но окончить их не успел.
Первые стихи Г. В. Кикинов опубликовал в 1942 г.
Первый сборник стихов «Онежские ветры» издал в 1957 г. В этом же году вышла его лирическая повесть «Мать-мачеха» о карельской деревне и ее людях.
Многие из его стихов положены на музыку композиторами А. Голландом, А. Лихановой, Ю. Зарицким, Г. Синисало.

## Произведения
- Кикинов Г. Стихи / Георгий Кикинов // На рубеже. — 1947. — № 4. — С.5-6.
- Кикинов Г. Новый дом / Георгий Кикинов // На рубеже. — 1948. — № 11. — С. 3-5.
- Кикинов Г. Стихи о школе / Георгий Кикинов // На рубеже. — 1949. — № 10. — С. 92.
- Кикинов Г. Руки прочь от Кореи! / Георгий Кикинов // На рубеже. — 1950. — № 7. — С. 78
- Кикинов Г. Стихи / Георгий Кикинов // На рубеже. — 1950. — № 5. — С. 78-79
- Кикинов Г. Раймонде Дьен / Георгий Кикинов // На рубеже. — 1951. — № 3. — С. 47-48.
- Кикинов Г. Сталин — в наших делах / Георгий Кикинов // На рубеже. — 1953. — № 3. — С. 26.
- Кикинов Г. Лирические строки / Георгий Кикинов // На рубеже, 1955. — № 1. — С. 54-57.
- Кикинов Г. Стихи / Георгий Кикинов // На рубеже, 1955. — № 5. — С. 104—105.
- Кикинов Г. Выпуск в музыкальном училище / Г. Кикинов // На рубеже, 1955. — № 4. — С. 157—158.
- Кикинов Г. Мать-мачеха : лирическая повесть / Георгий Кикинов // На рубеже, 1957. — № 3. — С. 3-16
- Кикинов Г. В. Онежские ветры : лирические стихи / Георгий Кикинов. — Петрозаводск : Государственное издательство Карельской АССР, 1957. — 87 с.
- Кикинов Г. Родник : [стихи] / Георгий Кикинов // На рубеже, 1958. — № 3. — С. 72
- Кикинов Г. Стихи / Георгий Кикинов // На рубеже. — 1958. — № 1. — С. 133—134.
- Кикинов Г. Ильич : [стихи] / Георгий Кикинов // На рубеже. — 1958. — № 2.
- Кикинов Г. Ладожский вальс : [с нотами] / сл. Г. Кикинова; музыка Э. Ермолаевой, Р. Лейно // На рубеже, 1958. — № 5. — С. 171
- Кикинов Г. По велению сердца : [стихи] / Г. Кикинов, М. Тарасов // На рубеже, 1959. — № 4. — С. 103—106.
- Кикинов, Г. Дума о коммунистах : [стихи] / Георгий Кикинов // На рубеже, 1959. — № 1. — С. 11.
- Кикинов, Г. Стихи / Георгий Кикинов // На рубеже, 1960. — № 5. — С.51-52
- Кикинов Г. Вечер, где-то над речкою гнется рябина… : [стихи] // На рубеже, 1960. — № 6.
- Кикинов Г. Первому космонавту : [стихи] / Георгий Кикинов // На рубеже, 1961. — № 2.
- Кикинов Г. Тойво Юхонен : поэма / Георгий Кикинов // На рубеже, 1961. — № 4. — С.34-39.
- Кикинов Г. Товарищ коммунизм : [стихи карельских поэтов] / Георгий Кикинов // На рубеже, 1961. — № 5. — С. 9.
- Кикинов Г. В. Лицом к солнцу : Стихи / Георгий Кикинов. — Петрозаводск : Госиздат КАССР, 1962. — 102 с.
- Кикинов Г. Ученый кот : басня / Георгий Кикинов // На рубеже, 1962. — № 1. — С. 127.
- Кикинов Г. Ой ты, Суна-река : [с нотами] / сл. Г. Кикинова; музыка Р. Пергамента // На рубеже, 1962. — № 3.
- Антология карельской поэзии / Сост.: Д. М. Балашов, Э. Г. Карху, У. С. Конкка и др. ; Ред. Э. Г. Карху, Т. К. Сумманен, А. И. Титов ; Вступ. ст. А. Хурмеваара. — Петрозаводск : Карельское книжное издательство, 1963. — 332 с.
- Кикинов Г. Из последних стихов / Георгий Кикинов // На рубеже. — 1964. — № 4. — С.44-46.
- Кикинов Г. В. Цветы — первоцветы / Георгий Кикинов ; Вступ. ст. А. Титов. — Петрозаводск : Карельское книжное издательство, 1965. — 144 с.
- Кикинов Г. В. Мать-мачеха : Поэма и стихи / Георгий Кикинов. — М. : Советский писатель, 1966. — 76 с.
- Кикинов Г. Ходоки : [стихи] / Георгий Кикинов // Север. — 1967. — № 2.
- Кикинов Г. Снова белые ночи : (лирический вальс)[с нотами] / слова Г. Кикинова; музыка А. Корнеева // Север, 1969. — № 6. — С. 128.
- Кикинов Г. В. Цветы — первоцветы : стихи. Поэма / Георгий Кикинов; вступ. ст. М. Тарасов. — Петрозаводск : Карелия, 1975. — 96 с.
- Кикинов Георгий. Родное // В краю Калевалы. — Москва, 1989. — С. 511—512. — ISBN 5-270-00249-3
- Кикинов Георгий. Я люблю эту скромную землю // В краю Калевалы. — Москва, 1989. — С. 264. — ISBN 5-270-00249-3
- Кикинов Г. Встреча : [Стихи] // Север.-1995.-№ 4-5.-С.7.
- Кикинов Г. Родное : [стихи] / Георгий Кикинов // Прионежье. — 2008. — 8 авг. (№ 31)

- Kikinov G. Leskivaimo : [Runoja] / Georgi Kikinov ; Suom. Nikolai Laine // Karjalan Sanomat. — 2004. — 5.toukok. — S. 11.
- Kikinov G. Kotiranta ; Njoluksa; «Lumi loistaa, päivä paahtaa…» : [runoja] / Georgi Kikinov; suom. Armas Hiiri // Carelia. — 2009. — № 6. — S. 152—154. — ISSN 0868-6513 . — Текст фин.
- Kikinov G. Kallis mua : [runuo] / Grigorii Kikinov; kiänd. Ol’ga Misina // Oma Mua. — 2009. — 7. ligak. (№ 39) . — Текст карел.
- Kikinov G. Kukki da kana ; Mašoi da kondii ; Pappi : [suarnua] / Georgi Kikinov; karjalakse on kiändänyh Nadežda Bukina // Taival : almanakku / [сост. М. В. Виглиева; редкол.: Е. В. Богданова, Р. П. Ремшуева]. — Petroskoi : Periodika, 2009. — C. 79-82. — ISBN 978-5-88170-202-1
- Kikinov G."Jo kalinu halvastau Olonkan luo…" ; Kallis mua : [runoloi] / Georgi Kikinov; karjalakse on kiändänyh Ol’ga Mišina // Taival : almanakku / [сост. М. В. Виглиева; редкол.: Е. В. Богданова, Р. П. Ремшуева]. — Petroskoi : Periodika, 2009. — C. 79. — ISBN 978-5-88170-202-1
- Kikinov G. Kotipuolessa : [runoja] / Georgi Kikinov; suom. Taisto Summanen // Carelia. — 2010. — № 6. — S. 59-60. — ISSN 0868-6513 . — Текст фин.

## Память
В 2008 г. в селе Деревянном Прионежского района была открыта мемориальная доска в честь поэта, и названа в его честь одна из новых улиц села.